# Лучіо Корсі
Лучіо Корсі (італ. Lucio Corsi, нар. 15 жовтня 1993) — італійський співак і автор пісень, відомий своїм поєднанням глем-року, сюрреалістичних текстів і казкової тематики. Учасник Фестивалю Санремо 2025 та представник Італії на Пісенному конкурсі Євробачення 2025 з піснею «Volevo essere un duro».
Окрім музичної кар'єри, Корсі знімався у рекламних кампаніях Gucci та брав участь у телевізійних шоу Італії, зокрема в L'assedio і серіалі Vita da Carlo Карло Вердоне. Корсі лауреат кількох нагород, зокрема премії MEI як найкращий незалежний артист і премії критиків «Mia Martini».

## Ранні роки
Лучіо Корсі народився в Гроссето у 1993 році та виріс у фермерському будинку у Вал-ді-Кампо, поблизу Ветулонії. Його родина володіє рестораном у сусідній Макк’яскандоні. Його мати, Ніколетта Рабіті, художниця, а батько Марко працював на різних роботах, зокрема оператором на RAI, мулярем, майстром із виготовлення виробів зі шкіри.
Корсі почав писати свої перші пісні в юному віці. Він зазначив, що захоплення музикою з'явилося в дитинстві після перегляду фільму «Брати Блюз» по телевізору. З 2011 року виступав у місцевих закладах та на громадських площах у рідному місті. Спочатку Корсі писав інструментальні прогресивні рок-композиції під впливом експериментального стилю Genesis ери Пітера Гебріела, перш ніж переключитися на стиль автора-виконавця, натхнений такими артистами, як Флавіо Джурато та Іван Граціані.
У 2012 році Корсі закінчив науковий ліцей Guglielmo Marconi в Гроссето.

## Кар'єра

### 2013—2016: дебют, перший мініальбом
Після закінчення навчання Корсі переїхав до Мілана, щоб розпочати музичну кар'єру. 29 квітня 2014 року він випустив свій дебютний мініальбом Vetulonia Dakar, до якого увійшли п'ять треків. 7 червня виконав пісню «Le api» на фестивалі MI AMI, а 17 серпня виступив на розігріві гурту Stadio під час фінального вечора фестивалю Festambiente. У цей період Корсі познайомився з Федеріко Драгоньєю з гурту Ministri, з яким створив другий мініальбом — Altalena Boy, а також із Маттео Дзанобіні, який співпрацював зі співаком Бруноні Сасом, який познайомив Корсі з лейблом Picicca Dischi.
Дебютний альбом Корсі Altalena Boy/Vetulonia Dakar, що об'єднав два раніше випущені мініальбоми, вийшов 16 січня 2015 року під лейблом Picicca Dischi та був дистриб'ютований компанією Sony Music. Альбом отримав схвальні відгуки критиків, які відзначили його глем-роковий стиль і сюрреалістичні тексти..

### 2017—2018:Bestiario musicaleта визнання
27 січня 2017 року Корсі випустив свій перший студійний альбом Bestiario musicale під лейблом Picicca Dischi. Це концептуальний альбом із казковою тематикою, що містить 8 треків, кожен з яких присвячений тварині з його рідної Маремми.
Упродовж 2017 року Лучіо Корсі виступав на розігріві у Baustelle та Brunori Sas під час їхніх театральних турів та зав'язав дружбу з Франческо Б'янконі. Разом із Б'янконі його обрали моделлю для кампанії «Gucci Cruise 2018» — 29 травня він вийшов на подіум у Палаццо Пітті у Флоренції. Восени Корсі також взяв участь у Roman Rhapsody, проєкті, куратором якого був креативний директор Алессандро Мікеле, а фотографом — Мік Рок. Того ж року Корсі став одним із восьми фіналістів 28-го випуску конкурсу Musicultura, де 23 червня виконав «Altalena Boy» на сцені Арени Сферистеріо в Мачераті. Також він отримав нагороду як найкращий молодий артист на заході MEI Special Millennials у Римі.
У жовтні 2018 року взяв участь у музичному заході «When Mediterranean Meets the Gulf: Words and Notes» в Абу-Дабі та Кувейті, виступивши разом із Маргеритою Вікаріо, Ніколо Карнезі, Дімартіно та Фабріціо Каммаратою. Захід проходив за підтримки Посольства Італії та Міністерства закордонних справ і міжнародного співробітництва.

### 2019—2023:Cosa faremo da grandi?таLa gente che sogna
2019 року Корсі підписав контракт із лейблом Sugar Music і 25 жовтня випустив новий сингл «Cosa faremo da grandi?», який став заголовним треком його другого альбому. Другий сингл, «Freccia Bianca», вийшов 9 січня 2020 року, а сам альбом Cosa faremo da grandi? — 17 січня.
У кінці 2020 року Лучіо був постійним гостем телевізійної програми L'assedio, яку вела Дарія Біньярді на каналі Nove. 2021 року він узяв участь у Premio Tenco, ставши одним із наймолодших учасників в історії фестивалю.
21 квітня 2023 року Корсі випустив свій третій студійний альбом — La gente che sogna, спродюсований його другом і земляком Томмазо Оттомано, який також знімав усі його музичні відео. Після релізу відбулося літнє турне. 17 червня він відкривав концерт гурту The Who на фестивалі Firenze Rocks. Після успіху літніх виступів Лучіо розпочав осінній тур у жовтні, стартувавши в Брешії, де також отримав премію Musica da Bere на однойменному фестивалі. Того ж місяця він був відзначений премією MEI як «Найкращий незалежний артист року» на фестивалі Meeting delle Etichette Indipendenti у Фаенці.

### 2024–дотепер:Volevo essere un duro, Фестиваль Санремо та Євробачення

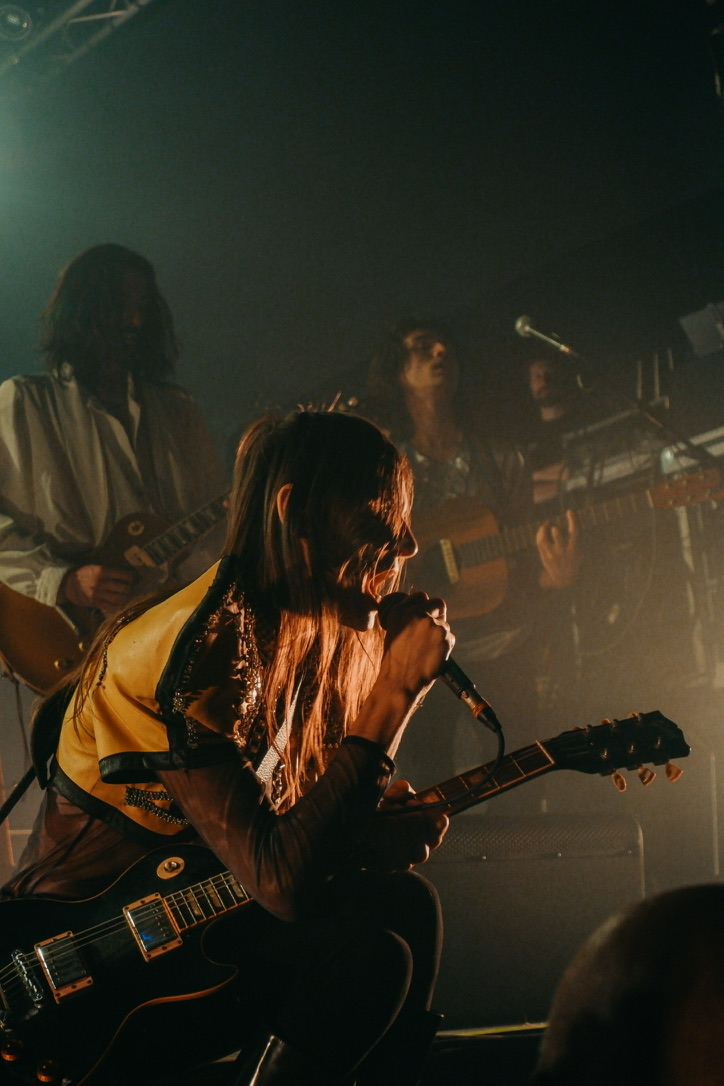

12 листопада 2024 року Корсі випустив сингл «Tu sei il mattino», який увійшов до саундтреку третього сезону серіалу Vita da Carlo режисера Карло Вердоне. Лучіо також з'явився у шоу в ролі самого себе.
У лютому 2025 року взяв участь у Фестивалі Санремо 2025 з піснею «Volevo essere un duro». У вечір, присвячений каверам, він заспівав у дуеті з Топо Джіджіо композицію «Nel blu, dipinto di blu» співака Доменіко Модуньйо. У фіналі Корсі посів 2 місце, але здобув Премію критиків. Пізніше того ж місяця італійський мовник RAI обрав його представником Італії на Пісенному конкурсі Євробачення 2025 у Базелі, Швейцарія після того, як Оллі, переможець Санремо, відмовився від права представляти країну на Євробаченні.
21 березня 2025 року Корсі випустив четвертий альбом — Volevo essere un duro.